# Calamaria lumholtzi
Calamaria lumholtzi är en ormart som beskrevs av Andersson 1923. Calamaria lumholtzi ingår i släktet Calamaria och familjen snokar. IUCN kategoriserar arten globalt som otillräckligt studerad. Inga underarter finns listade.
Arten är känd från några enstaka fynd på Borneo. Honor lägger ägg.